# رودخانه نان
رودخانه نان (تایلندی: แม่น้ำน่าน، آرتی‌جی‌اس: Maenam Nan تلفظ mɛ̂:.ná:m nâ:n می‌شودتلفظ mɛ̂:.ná:m nâ:n) رودخانه ای در تایلند است. این رود یکی از مهمترین شاخه‌های رودخانه چائو فرایا است.

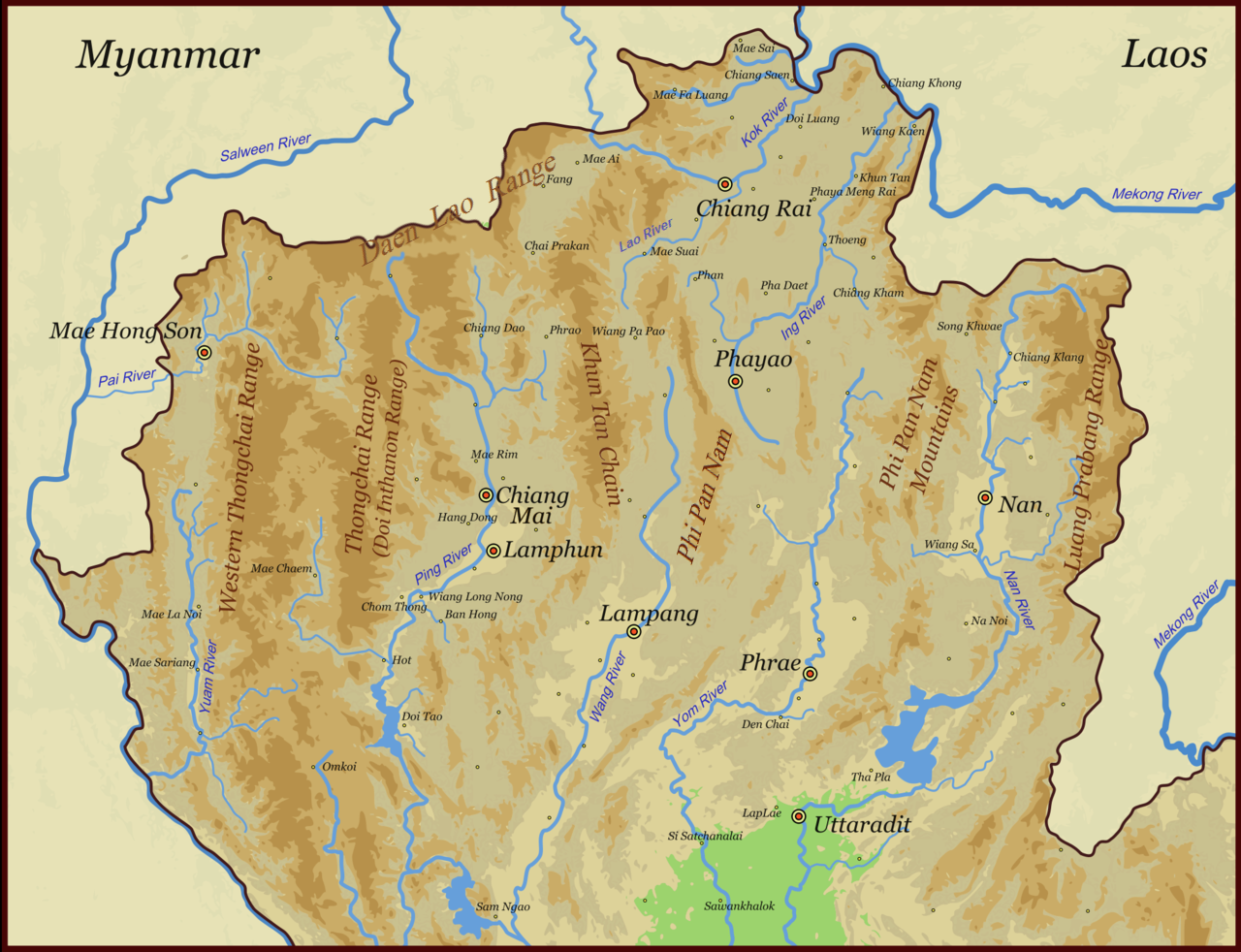
نقشه ارتفاعات تایلند که رودخانه نان و سد سیریکیت را نشان می‌دهد